# Гареев, Риф Рахимович
Риф Рахимович Гареев (баш. Риф Рәхим Улы Гәрәев; 24 февраля 1938, с. Архангельское, Архангельский район, Башкирская АССР) — партийный деятель, первый секретарь Уфимского горкома КПСС, депутат Верховного Совета Башкирской АССР 9-го и 12-го созыва.

## Биография
Гареев Риф Рахимович родился 24 февраля 1938 года в селе Архангельское Башкирской АССР. По национальности башкир.
Начал трудовую деятельность каменщиком в строительном тресте № 31, затем работал бригадиром и мастером. 
В 1959–1962 годах служил в Советской Армии. После службы продолжил работу в строительной отрасли. Без отрыва от производства окончил Уфимский нефтяной институт (1970). 
С 1966 года — на партийной работе: инструктор, заведующий отделом Уфимского горкома КПСС, заместитель начальника «Главбашстроя» Минпромстроя СССР. Гареев на должности заместителя начальника Главбашстроя курировал вопросы снабжения и транспорта.
С 1985 по 1989 год — секретарь Башкирского обкома КПСС. 
В 1989–1991 годах — первый секретарь Уфимского горкома КПСС. 
После завершения партийной деятельности занимал пост министра промышленности Республики Башкортостан.
11 июля 1995 года назначен генеральным директором ОАО «ПОЛИЭФ», крупнейшего в Европе строящегося химического комбината. Он возглавлял предприятие с 1995 по 2001 год.
При его непосредственном участии в республике были построены десятки крупных промышленных и инфраструктурных объектов: предприятия химической, нефтеперерабатывающей, машиностроительной промышленности, объекты социальной сферы — школы, больницы, дворцы спорта и культуры. Среди них — Дворец спорта, цирк, Дворец нефтяников, здание Уфимского моторостроительного производственного объединения и другие.
С 2011 года работает помощником вице-президента государственной корпорации «Олимпстрой». 

## Общественная деятельность
Избирался депутатом Советского районного, Уфимского городского и Верховного Совета БАССР IX и XII созывов.

## Награды
- Орден Трудового Красного Знамени.
- Орден «Знак Почёта».
- Заслуженный строитель Башкирской АССР.
- Заслуженный строитель Российской Федерации (1998)[2].
- Медали СССР и Российской Федерации.